# Negocjacje bez ogłoszenia
Negocjacje bez ogłoszenia – tryb udzielenia zamówienia publicznego, w którym zamawiający negocjuje warunki umowy w sprawie zamówienia publicznego z wybranymi przez siebie wykonawcami, a następnie zaprasza ich do składania ofert. 
Tryb ten możliwy jest do zastosowania w przypadkach wymienionych w art. 301 ustawy Prawo zamówień publicznych (w szczególności w sytuacji niepowodzenia uprzednio prowadzonych postępowań przetargowych lub wobec pilnej potrzeby udzielenia zamówienia).
Postępowanie prowadzone w tym trybie nie jest poprzedzane publicznym ogłoszeniem.